# Gerald Henderson
Pour les articles homonymes, voir Henderson.
Jerome McKinley "Gerald" Henderson (né le 16 janvier 1956 à Richmond, Virginie) est un ancien joueur de basket-ball américain.

## Carrière
Il évolue au poste d'arrière et dispute treize saisons en National Basketball Association (NBA) de 1979 à 1992. Il joue pour les Celtics de Boston, les SuperSonics de Seattle, les Knicks de New York, les 76ers de Philadelphie, les Bucks de Milwaukee, les Pistons de Détroit et les Rockets de Houston.
Son action la plus fameuse fut l'interception effectuée sur une passe de James Worthy afin d'inscrire un lay-up permettant de remporter le deuxième match des Finales NBA 1984 entre les Celtics de Boston et les Lakers de Los Angeles. Il participa au Slam Dunk Contest en 1989.
Il est aujourd'hui investisseur immobilier à Blue Bell, Pennsylvanie. Son fils, Gerald Henderson Jr. a rejoint l'université Duke. Il a joué aux Trail Blazers de Portland, retraité depuis 2019.

## Palmarès
- Champion NBA en 1981 et 1984 avec les Celtics de Boston
- Champion NBA en 1990 avec les Pistons de Détroit